# Валери Голев
Валери Костадинов Голев е български астроном, доцент, бивш ръководител на катедра „Астрономия“ на Физически факултет на Софийския университет, автор на множество научни статии и учебни пособия в областта на физиката и астрономията.
Научните интереси на Валери Голев са в областта на извънгалактичната астрономия и звездната астрофизика - над 80 статии в международни научни списания и сборници (в периода 1975-2020 г.), както и на виртуалната астрономическа обсерватория - участва в проекта HyperLeda на Лионската астрономическа обсерватория, съорганизатор е на международна конференция в София по въпросите на виртуалните обсерватории. В същия период участва в множество научни конференции и научни проекти.

## Образование и кариера
През 1975 г. получава висше образование (магистър) в Държавния астрономически институт „П. К. Штернберг“ (ГАИШ) към Московския държавен университет „М. В. Ломоносов“ (МГУ), а през 1996 г. защитава докторска дисертация на тема "3D спектрометрия с фокален редуктор на галактики с активни ядра" в Софийския университет. През 1992 г. работи в Макс Планк институт (MPI) в Линдау (днес в Гьотинген), Германия, а през 1998 г. и в Лионската астрономическа обсерватория, Франция.
Доц. д-р Валери Голев е член на катедра „Астрономия“ на Физически факултет на Софийски университет от 1975 до 2015 г., физик (1975-1984), асистент (1984-1996), доцент (1997-2015), ръководител на катедрата (2003-2011), и заместник-декан на факултета (2011-2015). В катедрата е дългогодишен преподавател и научен ръководител (1997-2015) на 19 дипломанти и докторанти от няколко поколения български астрономи, като по този начин е оставил значима следа в историята на българската астрономия.
Бил е заместник-председател на Специализирания научен съвет по ядрена физика и астрономия на Висшата атестационна комисия, заместник-председател на Съюза на физиците в България, и член на Управителния съвет на Съюза на астрономите в България.
Участва в редакционната колегия на списание „Светът на физиката“ (2002-2014), издание на Съюза на физиците в България, както и на списание „Физика“ (2001).
Автор и съавтор е на осем учебници и помагала по физика и астрономия за 5-12 клас (1991-2019).
Автор на научнопопулярни статии в множество списания (Физика, Литературен форум, Андромеда, Светът на физиката, Българска наука, Природа, ВВС Знание, Наука), както и съавтор на две научнопопулярни книги - „Звездите разкриват нови тайни“ (1985) и „Срещи с кометите“ (1986).
Запален любител на научната фантастика, през 1974 г. е един от седмината основатели на клуба по фантастика и прогностика „Клуб Иван Ефремов“ в София.
Почива на 06.06.2024 г.